# 伊波泰什蒂鄉 (奧爾特縣)
44°19′N 24°24′E / 44.317°N 24.400°E
伊波泰什蒂鄉（羅馬尼亞語：Comuna Ipotești, Olt），是羅馬尼亞的鄉份，位於該國南部，由奧爾特縣負責管轄，處於布加勒斯特以西140公里，每年平均降雨量962毫米，海拔高度114米，2007年人口1,508。